# Zehneria
Zehneria je biljni rod iz porodice Cucurbitaceae, smješten u tribus Benincaseae. Postoji 68 priznatih vrsta rasprostranjenih po subhaharskoj Africi (s Madagaskarom),  na jugu Azije od Arapskog poluotoka na istok do Japana, te na australskom kontinentu

## Opis
To su penjačice zeljastih stabljika, koje kad ostare odrvene. Jednogodišnje ili višegodišnje. Jednodomne ili dvodomne. Muški cvjetovi aksilarni, pojedinačni ili malobrojni; ženski cvjetovi pojedinačni ili upareni ili po nekoliko u cvjetovima, često paralelni s muškim cvjetovima; jajnik okruglast do elipsoidno-vretenast, 3-lokularan; ovuli malobrojni do brojni, horizontalni; stil okružen u osnovi prstenastim diskom; stigme 3. Plod okrugao ili elipsoidan do vretenast, indehiscentan. Sjemenke malobrojne do mnogobrojne, jajolike, stisnute. Raširene po tropima Starog svijeta; četiri vrste u Kini.

## Vrste
1. Zehneria alba Ridl.
2. Zehneria angolensis Hook.f.
3. Zehneria anomala C.Jeffrey
4. Zehneria backeri (W.J.de Wilde & Duyfjes) H.Schaef. & S.S.Renner
5. Zehneria baueriana Endl.
6. Zehneria bodinieri (H.Lév.) W.J.de Wilde & Duyfjes
7. Zehneria boholensis (Merr.) M.D.Dwivedi, A.K.Pandey & H.Schaef.
8. Zehneria brevirostris W.J.de Wilde & Duyfjes
9. Zehneria capillacea (Schumach.) C.Jeffrey
10. Zehneria clemensiae (Merr. & L.M.Perry) M.D.Dwivedi, A.K.Pandey & H.Schaef.
11. Zehneria cunninghamii F.Muell.
12. Zehneria elbertii W.J.de Wilde & Duyfjes
13. Zehneria emirnensis (Baker) Keraudren
14. Zehneria erythrobacca W.J.de Wilde & Duyfjes
15. Zehneria filipes (Merr. & L.M.Perry) M.D.Dwivedi, A.K.Pandey & H.Schaef.
16. Zehneria gilletii (De Wild.) C.Jeffrey
17. Zehneria grandibracteata G.W.Hu, Neng Wei & Q.F.Wang
18. Zehneria guamensis (Merr.) Fosberg
19. Zehneria hallii C.Jeffrey
20. Zehneria hermaphrodita W.J.de Wilde & Duyfjes
21. Zehneria hookeriana (Wight & Arn.) Arn.
22. Zehneria idenburgensis (Merr. & L.M.Perry) M.D.Dwivedi, A.K.Pandey & H.Schaef.
23. Zehneria immarginata W.J.de Wilde & Duyfjes
24. Zehneria japonica (Thunb.) H.Y.Liu
25. Zehneria keayana R.Fern. & A.Fern.
26. Zehneria lancifolia (W.J.de Wilde & Duyfjes) H.Schaef. & S.S.Renner
27. Zehneria leucocarpa (Blume) M.D.Dwivedi, A.K.Pandey & H.Schaef.
28. Zehneria longiflora G.W.Hu & Q.F.Wang
29. Zehneria macrantha (W.J.de Wilde & Duyfjes) H.Schaef. & S.S.Renner
30. Zehneria macrosepala (W.J.de Wilde & Duyfjes) H.Schaef. & S.S.Renner
31. Zehneria madagascariensis Keraudren
32. Zehneria marlothii (Cogn.) R.Fern. & A.Fern.
33. Zehneria martinez-crovettoi Keraudren
34. Zehneria maysorensis Arn.
35. Zehneria microsperma Hook.f.
36. Zehneria minutiflora (Cogn.) C.Jeffrey
37. Zehneria monocarpa G.W.Hu, Ngumbau & Q.F.Wang
38. Zehneria mucronata (Blume) Miq.
39. Zehneria neocaledonica W.J.de Wilde & Duyfjes
40. Zehneria nesophila (W.J.de Wilde & Duyfjes) H.Schaef. & S.S.Renner
41. Zehneria odorata (Hook.f. & Thomson ex Benth.) M.D.Dwivedi, A.K.Pandey & H.Schaef.
42. Zehneria oligosperma C.Jeffrey
43. Zehneria pallidinervia (Harms) C.Jeffrey
44. Zehneria parvifolia (Cogn.) J.H.Ross
45. Zehneria pedicellata W.J.de Wilde & Duyfjes
46. Zehneria peneyana (Naudin) Schweinf. & Asch.
47. Zehneria pentaphylla (Naudin) M.D.Dwivedi, A.K.Pandey & H.Schaef.
48. Zehneria perrieri Keraudren
49. Zehneria pisifera W.J.de Wilde & Duyfjes
50. Zehneria platysperma (W.J.de Wilde & Duyfjes) H.Schaef. & S.S.Renner
51. Zehneria polycarpa (Cogn.) Keraudren
52. Zehneria racemosa Hook.f.
53. Zehneria repanda (Blume) C.M.Simmons
54. Zehneria ridens Verdc.
55. Zehneria rutenbergiana (Cogn.) Keraudren
56. Zehneria scabra (L.f.) Sond.
57. Zehneria somalensis Thulin
58. Zehneria sphaerosperma W.J.de Wilde & Duyfjes
59. Zehneria subcoriacea Y.D.Zhou & Q.F.Wang
60. Zehneria tahitensis W.J.de Wilde & Duyfjes
61. Zehneria tenuispica W.J.de Wilde & Duyfjes
62. Zehneria thwaitesii (Schweinf.) C.Jeffrey
63. Zehneria trichocarpa W.J.de Wilde & Duyfjes
64. Zehneria tridactyla (Hook.f.) R.Fern. & A.Fern.
65. Zehneria trullifolia W.J.de Wilde & Duyfjes
66. Zehneria tuberifera G.W.Hu & Q.F.Wang
67. Zehneria viridifolia W.J.de Wilde & Duyfjes
68. Zehneria wallichii (C.B.Clarke) C.Jeffrey

## Sinonimi
- Anangia W.J.de Wilde & Duyfjes
- Cucurbitula (M.Roem.) Post & Kuntze
- Neoachmandra W.J.de Wilde & Duyfjes
- Pilogyne Eckl. ex Schrad.